# Embaixada de Angola em Madrid
O embaixador de Angola reside em Madrid.
| Designado / Creditado | Embaixador              | Observações | Lista de primeiros-ministros de Angola | Lista de presidentes do Governo da Espanha | Fim da missão |
| --------------------- | ----------------------- | ----------- | -------------------------------------- | ------------------------------------------ | ------------- |
| 1986                  | João Baptista Mawete    |             | José Eduardo dos Santos                | Felipe González                            | 1989          |
| 1989                  | Kamu de Almeida         | General     | José Eduardo dos Santos                | Felipe González                            | 1993          |
| 1993                  | Assunção dos Anjos      |             | Marcolino Moco                         | Felipe González                            | 2000          |
| 2000                  | Pedro Sebastião Mujimbo | General     | José Eduardo dos Santos                | José María Aznar                           | 2003          |
| 2004                  | Armando da Cruz         | General     | Fernando da Piedade Dias dos Santos    | José Luis Rodríguez Zapatero               | 2008          |
| 2009                  | Victor Lima             |             | António Paulo Kassoma                  | José Luis Rodríguez Zapatero               |               |

 Coordenadas : minutos ou segundos > 60